# Egon von Petersdorff
Egon von Petersdorff (* 8. Januar 1892 in Posen; † 5. September 1963 in Riffian) war ein deutscher Theologe und Schriftsteller.

## Leben
Egon von Petersdorff wurde am 8. Januar 1892 in Posen als ältester von drei Söhnen des kommandierenden Generals Axel von Petersdorff aus Gollnow in Pommern geboren. Seine Mutter Elisabeth geb. Fehlan (Vélan) stammte aus einer französischen Hugenottenfamilie, die nach der dritten Teilung Polens auf einem Rittergut in der Provinz Posen ansässig geworden war.
Petersdorff studierte Philosophie und promovierte 1921 bei Heinrich John Rickert an der Universität Heidelberg. Ab 1938 lebte er in Meran und arbeitete in der Vatikanischen Bibliothek.

## Schriften (Auswahl)
- Geschichte einer Bekehrung. Von Berlin nach Rom. Klagenfurt 1956, OCLC 36161786.
- Daemonen, Hexen, Spiritisten, Mächte der Finsternis einst und jetzt. Eine Daemonologie aller Zeiten. Wiesbaden 1960, OCLC 73626119.
- Daemonologie. Band 1. Daemonen im Weltenplan. Stein am Rhein 1995, ISBN 3-7171-0816-6.
- Daemonologie. Band 2. Daemonen am Werk. Stein am Rhein 1995, ISBN 3-7171-0816-6.